# Šilutė landskommun
Šilutė är en kommun i Litauen.   Den ligger i länet Klaipėda län, i den västra delen av landet, 250 km väster om huvudstaden Vilnius. Antalet invånare är 42 473.
Följande samhällen finns i Šilutė:
- Šilutė
- Rusnė
- Švėkšna
- Žemaičių Naumiestis